# Weimarer Beiträge
Die Weimarer Beiträge sind eine erstmals 1955 erschienene Literaturzeitschrift, die zusammen mit der Zeitschrift für Germanistik eine der wichtigsten Zeitschriften für Literaturgeschichte in der DDR war. Sie trägt seit 1991 den programmatischen Untertitel „Zeitschrift für Literaturwissenschaft, Ästhetik und Kulturwissenschaften“.

## Geschichte
Die Zeitschrift wurde von Helmut Holtzhauer initiiert und von den Nationalen Forschungs- und Gedenkstätten der Klassischen Deutschen Literatur in Weimar gegründet. Erste Herausgeber waren der Schriftsteller Louis Fürnberg und Germanist Hans-Günther Thalheim. Inhaltlich standen in den Beiträgen das Erbe der deutschen neuhumanistischen Literatur und die als progressiv eingeschätzte sogenannte Weimarer Klassik im Zentrum. In den ersten Jahrgängen fanden sich unter den Beiträgen auch Texte sogenannter „bürgerlicher“ Germanisten wie Walter Horace Bruford und Joachim Müller neben Arbeiten jüngerer marxistisch orientierter Wissenschaftler wie Edith Braemer, Hans Jürgen Geerdts und Ursula Wertheim.
Die Zeitschrift trug ab 1957 den Untertitel „Zeitschrift für deutsche Literaturgeschichte“, von 1964 bis 1969 „Zeitschrift für Literaturwissenschaft“. Bis 1956 erschien sie bei Böhlau, bis 1963 im Weimarer Arion-Verlag, ab 1964 im Aufbau-Verlag, der die Herausgabe der Zeitschrift 1991 einstellte. Seitdem wird sie vom Wiener Passagen Verlag herausgegeben.